# Аз-Захабі
Шамс ад-Дін Мухаммад бен Ахмад аз-Захабі ат-Туркмані (араб. الذهبي; 1274, Дамаск, Мамлюцький султанат — 1348, Дамаск, Мамлюцький султанат) — мусульманський історик, хадисознавець і хафіз туркменського походження. Відомий завдяки праці «Історія Ісламу».